# Peter Radford
Peter Frank Radford (Walsall, 20 settembre 1939) è un ex velocista britannico.

## Palmarès
- Giochi olimpici

Roma 1960: bronzo nei 100 metri piani, bronzo nella staffetta 4×100 metri.
- Europei

Stoccolma 1958: argento nella staffetta 4×100 metri, bronzo nei 100 metri piani.
- Giochi del Commonwealth

Cardiff 1958: oro nella staffetta 4×110 iarde.
Perth 1962: oro nella staffetta 4×110 iarde.